# 2013 FT28
2013 FT28, também escrito como 2013 FT28, é um objeto transnetuniano extremo que possui uma magnitude absoluta de 6,7 e tem um diâmetro estimado em torno de 201 km. O astrônomo Mike Brown lista este corpo celeste em sua página na internet como um candidato a possível planeta anão.

## Descoberta
2013 FT28 foi descoberto no dia 16 de março de 2013 pelo astrônomo S. S. Sheppard.

## Órbita
A órbita de 2013 FT28 tem uma excentricidade de 0,860 e possui um semieixo maior de 312 UA. O seu periélio leva o mesmo a uma distância de 43,581 UA em relação ao Sol e seu afélio a 581 UA.